# Dojinoviće
Dojinoviće (en serbe cyrillique : Дојиновиће) est un village de Serbie situé sur le territoire de la Ville de Novi Pazar, district de Raška. Au recensement de 2011, il comptait 37 habitants.

## Démographie
| 1948 | 1953 | 1961 | 1971 | 1981 | 1991 | 2002 | 2011 |
| ---- | ---- | ---- | ---- | ---- | ---- | ---- | ---- |
| 392  | 403  | 370  | 316  | 275  | 195  | 120  | 37   |

|  |

## Tourisme
L'église Sainte-Marine de Dojinoviće a été construite dans la première moitié du XVIIe siècle ; elle est classée parmi sur la liste des monuments culturels de Serbie.